# Otoški keltski jeziki
Otoški keltski jeziki so jeziki keltske jezikovne skupine, ki so se razvili iz britanskih in gelskih narečij otoških keltskih jezikov.

## Zgodovina
Kelti, ki so se naselili na Britanskem otočju in na Irskem, so govorili dve skupini narečij. Gelska (goidelska) narečja so govorili na Irskem (irska gelščina), od koder so jih zanesli na ozemlje današnje Škotske (škotska gelščina) in na otok Man (manska gelščina). Britanska narečja so govorili Briti in Pikti. Pikti so se kasneje asimilirali s Škoti, Briti pa so se po prihodu anglosaških plemen umaknili v Wales, Cornwall in preko morja v severno Francijo, v pokrajino Armorica, ki se danes po njih imenuje Bretanija. 

## Delitev
Otoški keltski jeziki se tako delijo v dve skupini:

## Britanski jeziki
- bretonščina
- kornijščina
- kumbrijščina
- piktščina
- valižanščina

## Gelski (goidelski) jeziki
- irska gelščina
- manska gelščina
- škotska gelščina